# Шовак
Шовак (фр. Chauvac) насеље је и општина у источној Француској у региону Рона-Алпи, у департману Дром која припада префектури Нион.
По подацима из 2011. године у општини је живело 44 становника, а густина насељености је износила 1,82 становника/km². Општина се простире на површини од 24,24 km². Налази се на средњој надморској висини од 853 метара (максималној 1.446 m, а минималној 632 m).

## Демографија
| 1962. | 1968. | 1975. | 1982. | 1990. | 1999. | 2011. |
| ----- | ----- | ----- | ----- | ----- | ----- | ----- |
| 41    | 67    | 56    | 57    | 53    | 47    | 44    |

График промене броја становника у току последњих година